# Wuna

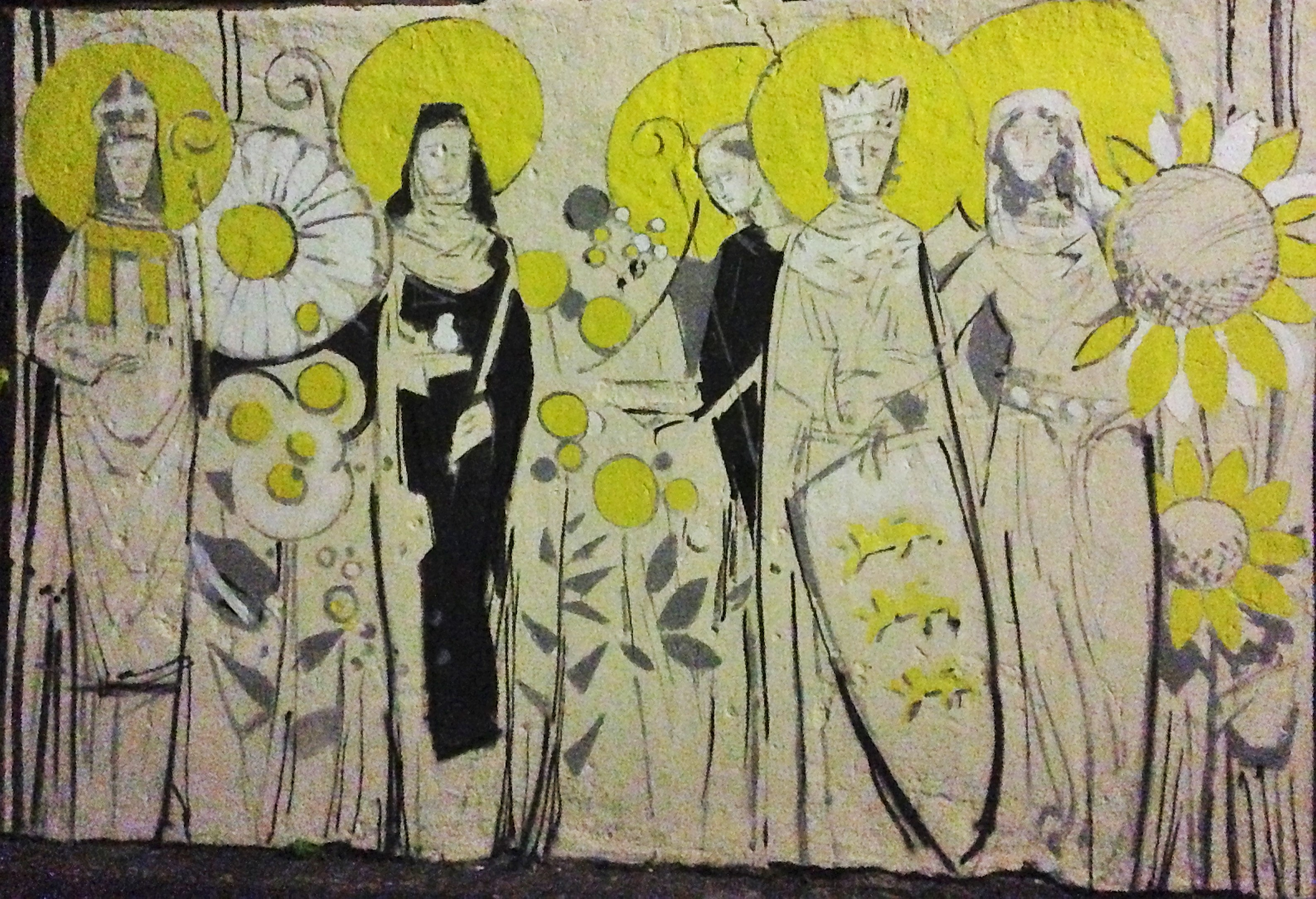
Graffiti in Eichstätt (v. l. n. r.: Willibald, Walburga, Wunibald, Richard, Wuna)

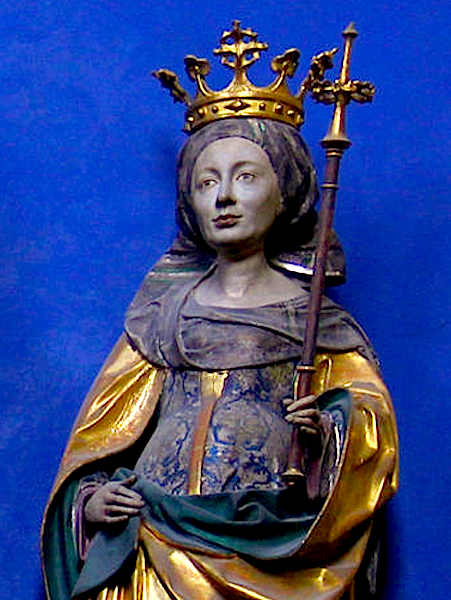
Wuna dargestellt als Königin in der Abtei St. Walburg

Wuna, auch Wunna oder Wina (* 6. Jahrhundert in Wessex, England; † um 700 in England), ist der Name einer katholischen Heiligen. Der Name Wuna bedeutet „Die Freudige“. Ihr eigentlicher Name ist unbekannt, seit dem Mittelalter wird sie Wuna genannt.

## Leben
Wuna war der Überlieferung nach die Ehefrau des heiligen Richard von Wessex, beide sollen von adeligem Stande sein. Sie war Mutter von drei ebenfalls als Heilige verehrten Kindern: Walburga, Willibald und Wunibald.
Nach manchen Quellen war sie verwandt oder gar die Schwester von Bonifatius. Sie wird selbst in der Diözese Eichstätt, wo ihre drei Kinder wirkten, nicht verehrt. Es gibt nur sehr wenige Darstellungen von ihr.
Ihr Gedenktag ist der 7. Februar.